# Ninel Miculescu
Ninel Miculescu (ur. 15 sierpnia 1985) – rumuński sztangista, wicemistrz świata, mistrz Europy.
W maju 2006 roku, podczas Mistrzostw Europy w podnoszeniu ciężarów we Władysławowie (zajął na nich 5. miejsce), wraz z Azerem Nizamim Paszajewem został przyłapany na stosowaniu dopingu i w związku z tym zdyskwalifikowany z zawodów sztangowych na dwa lata. Do sportu powrócił w roku 2009. Po powrocie zdobył srebrny medal mistrzostw świata w Antalyi w 2010 roku oraz mistrzostwo Europy w Mińsku (2010).
Po mistrzostwach świata w 2010 roku ponownie został przyłapany na stosowaniu dopingu. We wrześniu 2011 Międzynarodowa Federacja Podnoszenia Ciężarów (IWF) dożywotnio go zdyskwalifikowała i anulowała jego wynik z mistrzostw w Antalyi.

## Osiągnięcia
| Rok  | Zawody             | Miasto    | Miejsce | Kategoria | Wynik  |
| ---- | ------------------ | --------- | ------- | --------- | ------ |
| 2009 | Mistrzostwa Europy | Bukareszt | 5       | do 69 kg  | 323 kg |
| 2009 | Mistrzostwa świata | Koyang    | 4       | do 69 kg  | 328 kg |
| 2010 | Mistrzostwa Europy | Mińsk     | 1       | do 69 kg  | 333 kg |
| 2010 | Mistrzostwa świata | Antalya   | DSQ     | do 69 kg  | 337 kg |